# Jocelyn Truchet
 (juillet 2022).
Il peut être nécessaire de l'améliorer pour respecter le principe de neutralité de point de vue. Veuillez consulter la page de discussion pour plus de détails.

Jocelyn Truchet est un ancien militaire, sportif de haut niveau, auteur, réalisateur et chef d'entreprise né le 27 mars 1985 à Saint-Jean-de-Maurienne en Savoie.

## Biographie

### Enfance
Il fait ses études dans la Maurienne jusqu’au baccalauréat, avant de suivre un DUT en sciences et génie des matériaux à Chambéry, qu’il obtient en 2005.

### Parcours militaire
Il s’engage à l’École militaire de haute montagne (EMHM) de Chamonix en septembre 2006 et obtient, onze mois plus tard, ses galons de sergent avant de rejoindre le 13e bataillon de chasseurs alpins de Chambéry.
Sa première mission le conduit en Guyane, de mai à octobre 2008, dans la cadre d’une mission de sécurisation du site de lancement de la fusée Ariane et de lutte contre l’orpaillage clandestin.
Après une préparation d'une année, il part en Afghanistan le 2 décembre 2009. Le 16 mai 2010, un engin explosif improvisé explose à son passage et le blesse gravement. Il est amputé au-dessus du genou de sa jambe gauche et commence alors une longue période de rééducation,. Après citation à l'ordre de l'armée, il reçoit le 12 octobre 2010, la Croix de la Valeur Militaire avec palme des mains du général Elrick Irastorza, chef d’état-major de l’armée de terre.
En avril 2011, il rejoint la cellule communication du 13e Bataillon de Chasseurs Alpins de Chambéry.
Le 8 mai 2011, le colonel Vincent Pons, ancien commandant de son bataillon en Kapissa, lui remet la médaille militaire à Saint-Jean-de-Maurienne.
En 2015, il est muté à Lyon au SIRPA Terre et est chargé de reportages et clips vidéos pour la communication de l’armée de terre. En 2018, il quitte l’armée de terre avec le grade d’adjudant. Il fonde la même année l’entreprise Section T qui propose la location d’accessoires, d'uniformes et d'armements pour le cinéma, la télévision et le spectacle.
En 2018, Jocelyn Truchet est nommé chevalier de la Légion d’honneur.

### Parcours sportif
Le 14 septembre 2013, il obtient la médaille d’or du lancer du poids et la médaille de bronze du 100m lors du Championnat d'Europe Militaire d’Athlétisme Handisport, à Warendorf, en Allemagne.
En 2015, il obtient la médaille d’or aux Jeux Mondiaux Militaire, à Mungyeong, en Corée en lancer du poids.
En 2016, il participe aux Invictus Games à Orlando aux USA. C’est là qu’il découvre réellement le volley assis.
| Compétition                                                 | Classement         | Discipline     |
| ----------------------------------------------------------- | ------------------ | -------------- |
| Championnat d'Europe Militaire d’Athlétisme Handisport 2013 | Médaille d'or      | Lancé de poids |
| Championnat d'Europe Militaire d’Athlétisme Handisport 2013 | Médaille de bronze | 100 mètres     |
| Jeux Mondiaux Militaire 2015                                | Médaille d'or      | Lancé de poids |

Entre 2017 et août 2023, il est capitaine de l’équipe de France de volley assis et se prépare avec l'équipe de France pour les jeux paralympiques de 2024.
Non sélectionné parmi les 12 joueurs pour les Jeux Paralympiques de Paris 2024, il fait partie des lanceurs de session avec les "3 coups" pour les épreuves de Volley Assis,.
| Compétition                | Classement de la France | Vainqueur          |
| -------------------------- | ----------------------- | ------------------ |
| Bronze Nations League 2021 | 2nd                     | République Tchèque |
| Championnats d'Europe 2021 | 16e                     | Bosnie-Herzégovine |
| Bronze Nations League 2022 | 3e                      | République Tchèque |

Depuis 2016, Jocelyn Truchet est capitaine de l'équipe de Volley Assis de l’ASUL LYON VOLLEY participant aux Championnats de France de Volley Assis et à l'Euroleague,, compétition européenne de clubs organisée par Paravolley Europe (branche européenne de World Paravolley).
| Compétition                                  | Classement du club de l'ASUL LYON VOLLEY | Vainqueur                         |
| -------------------------------------------- | ---------------------------------------- | --------------------------------- |
| Euroleague Men 2022                          | 5e                                       | SKISO "Sinovi Bosne" Lukavac      |
| Championnat de France Volley Assis 2022-2023 | 5e                                       | Pays Voironnais Volley            |
| Euroleague Men 2023                          | 10e                                      | KSO Spid Sarajevo                 |
| Championnat de France Volley Assis 2023-2024 | 5e                                       | ASVAM Villeneuve d'Ascq           |
| Bronze Euroleague Men 2024                   | 3e                                       | SDI Jedinstvo Brcko               |
| Silver Euroleague Men 2025                   | 6e                                       | KSO Spid Sarajevo                 |
| Championnat de France Volley Assis 2024-2025 | 8e                                       | Neptune NANTES Volley Association |

Depuis 2025, Jocelyn Truchet est membre de la première équipe de France militaire de Volley Assis. Cette équipe disputera son premier tournoi du 10 au 14 juin 2025, à Curitiba au Brésil,,
| Compétition                                                | Classement | Vainqueur |
| ---------------------------------------------------------- | ---------- | --------- |
| 3e Tournoi International de Volley Assis de Curitiba (BRA) | 5e         | BRASIL    |

### Engagement
En 2018, Jocelyn Truchet participe au DuoDay (Journée d'insertion professionnelle pour les personnes en situation de handicap) avec le président de la République Emmanuel Macron,.
Depuis 2021, il participe activement au service national universel en partageant avec les volontaires son expérience militaire ainsi que celle cinématographique,.

## Filmographie
En 2015, il est muté à Lyon au SIRPA Terre et s’occupe de reportage et clip vidéo pour la communication de l’armée de terre.
En 2020, sort un film qu’il a écrit et réalisé, Deux semaines de juin sur les combats en juin 1940 sur la frontière franco-italienne.

### Récompenses
- Trophée CIVISME et DEFENSE au Sénat 2023 : prix spécial du jury[25]

## Distinctions
- Médaille militaire (2011)
- Chevalier de la Légion d'honneur (2018)